# الواعظ (مسلسل)

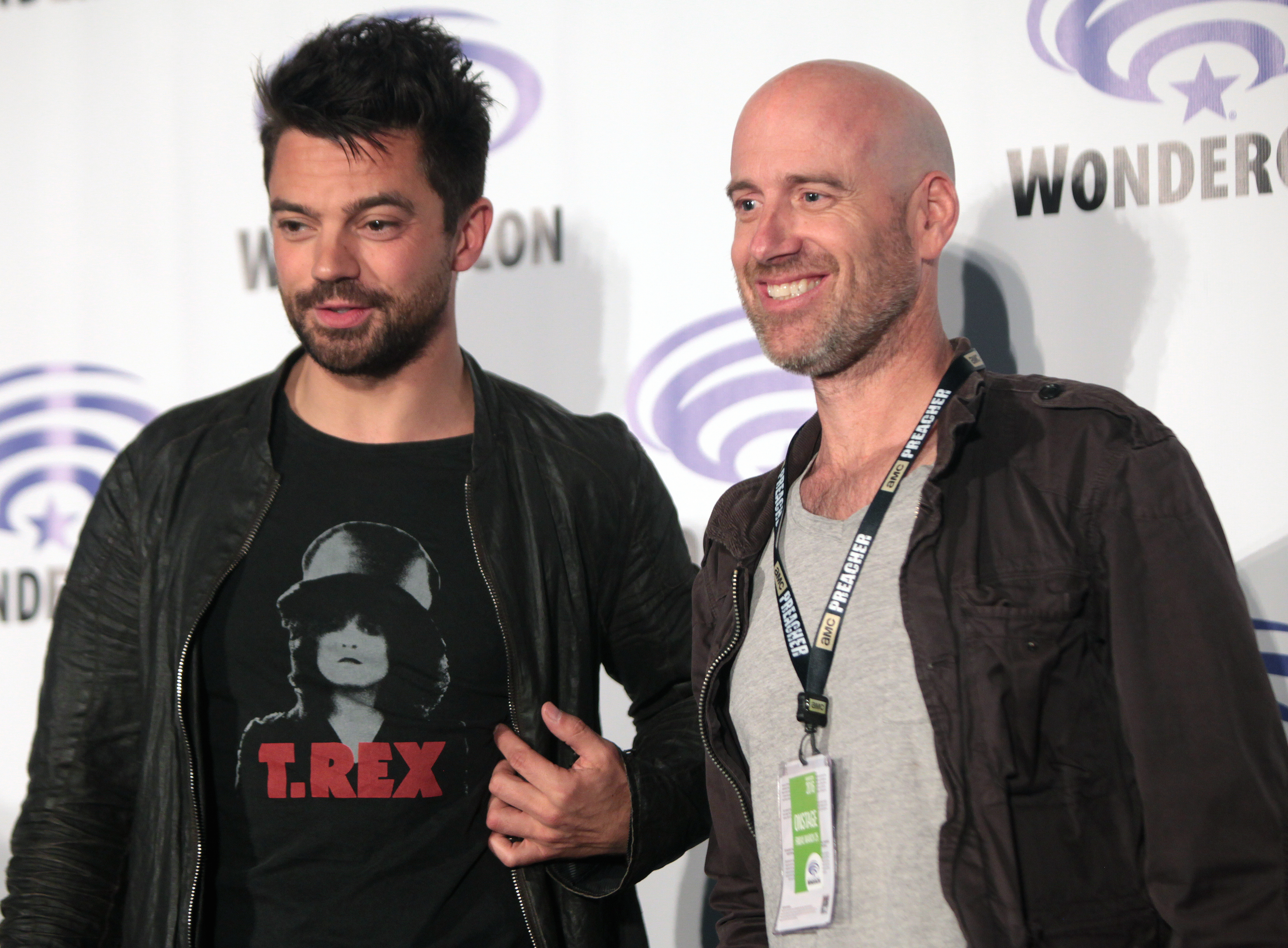
دومينيك كوبر وسام كاتلن 2016.

الواعظ (بالإنجليزية: Preacher) مسلسل رعب ودراما أمريكي، من إعداد إيفان غولدبيرغ وسيث روغن وسام كاتلن، عرض على قناة «AMC»، في 22 مايو، 2016. بطولة دومينيك كوبر، روث نيغا وجو غليغون قصة المسلسل مبنيه على كتاب القصص المصورة بنفس العنوان. طلبت قناة "AMC" المسلسل في 9 سبتمبر، 2015.
في 29 يونيو، 2016، جدد القنتة المسلسل لموسم ثاني من ثلاثة عشرة حلقة سيُعرض في عام 2017.

## قصة المسلسل
جيسي كاستر واعظ في مدينة صغيرة بولاية تكساس. لديه قدرة عجيبة تمكنه من تطوير قوى غير تقليدية. هو وصديقته السابقة «توليب» ومصاص دماء ايرلندي «كاسيدي»، كاستر يشرع برحلة للبحث عن الرب

## الممثلين والشخصيات

### شخصيات رئيسية
- دومينيك كوبر بدور جيسي كاستر: واعظ في مدينة صغيرة في مهمة للبحث عن الله.[5]
- روث نيغا بدور توليب اوهار: صديقة كاستر السابقة.[6]
- جو غيلغون بدور كاسيدي: مصاص دماء ايرلندي وصديق كاستر المقرب.
- لوسي غريفيثس بدور ايميلي وودرو: ام عزباء ونادلة.
- دبليو إيرل براون بدور الشرطي هيوغو روت.
- اناتول يوسف بدور ديبلانك.
- توم بروك بدور فيور.
- ديريك ويلسن بدور دوني شينك.
- إيان كوليتي بدور يوجين روت.
- غراهام مكتافيش بدور قديس القتلة.

### شخصيات ثانوية
- إليزابيث بيركنز بدور فيالا كينكانون: سيدة أعمال ومالكة مسلخ مدينة آنفيل.
- جايمي آن آلمان بدور: بيتسي شنيك.
- جاكي إيرل هايلي بدور اودين كينكانون.

## الإنتاج
في 16 نوفمبر، 2013، أعلن بان «AMC» تعمل على إنتاج مسلسل تلفزيوني مبني على كتاب القصص المصورة الواعظ. اختير المسلسل من قبل قناة «AMC» لموسم أول بعشر حلقات.

## الحلقات
| تسلسل | عنوان الحلقة "بالإنجليزية" | إخراج                     | كتابة                                | تاريخ العرض   | عدد المشاهدين (بالمليون) |
| ----- | -------------------------- | ------------------------- | ------------------------------------ | ------------- | ------------------------ |
| 1     | «Pilot»                    | سيث روغين وإيفان غولدبيرغ | سيث روغين، إيفان غولدبيرغ وسام كاتلن | 22 مايو 2016  | 2.38                     |
| 2     | «See»                      | سيث روغين وإيفان غولدبيرغ | سام كاتلن                            | 5 يونيو 2016  | 2.08                     |
| 3     | «The Possibilities ‏»       | سكوت وينانت               | كريس كيلي                            | 12 يونيو 2016 | 1.75                     |
| 4     | «Monster Swamp ‏»           | كريغ زيسك                 | سارة غودمان                          | 19 يونيو 2016 | 1.14                     |
| 5     | «South Will Rise Again»    | =مايكل سلوفيس             | كريغ روزنبيرغ                        | 26 يونيو 2016 | 1.43                     |
| 6     | «Sundowner»                | غييرمو نافارو             | نيك تاون                             | 3 يوليو 2016  | 1.49                     |
| 7     | «He Gone»                  | مايكل موريس               | ماري لاوس                            | 10 يوليو 2016 | TBD                      |
| 8     | «El Valero»                | TBA                       | TBA                                  | 17 يوليو 2016 | TBD                      |
| 9     | «Finish the Song»          | TBA                       | TBA                                  | 24 يوليو 2016 | TBD                      |
| 10    | «Call and Response»        | TBA                       | TBA                                  | 31 يوليو 2016 | TBD                      |

## وصلات خارجية
- الموقع الرسمي
- الواعظ على موقع IMDb (الإنجليزية)
- الواعظ على موقع ميتاكريتيك (الإنجليزية)
- الواعظ على موقع روتن توميتوز (الإنجليزية)
- الواعظ على موقع أول موفي (الإنجليزية)
- الواعظ على موقع فيلمافينيتي (الإسبانية)
- الواعظ على موقع كينوبويسك (الروسية)
- الواعظ على موقع ألو سيني (الفرنسية)
- الواعظ على موقع قاعدة بيانات الفيلم (الإنجليزية)